# Ecpetelia
Ecodonia es un género de polilla de la familia Geometridae. El género fue descrito por primera vez por Wehrli en 1939 y se puede encontrar en China y Japón. Cuenta con dos especies:
- Ecodonia ephyrinaria (Leech, 1891)
- Ecodonia ephyrodes (Wehrli, 1936)